# ديريك دي كيركوف
ديريك دي كيركوف (انزي، 30 مايو 1944) هو عالم اجتماع بلجيكي وحاصل على الجنسية الكندية. من 1983 إلى 2008 أدار برنامج ماكلوهان في الثقافة والتكنولوجيا في جامعة تورونتو. وهو مؤلف جلد الثقافة والذكاء المتصل بها (العنوان الأصلي: The Skin of Culture and Connected Intelligence
وأستاذ جامعي في قسم اللغة الفرنسية في جامعة تورونتو. وهو حاليا يدرس في قسم العلوم الاجتماعية في جامعة نابولي فيدريكو الثاني حيث يدرس دورات في «علم اجتماع الثقافة الرقمية» و «التسويق والإعلام الجديد.» وهو مشرف على أبحاث في الدكتوراه بلانيتري كوليجيوم (Planetary Collegium T-Node).